# National Rugby Championship 2019
Navigation
2018 2020
Le National Rugby Championship 2019 est la 6e édition du National Rugby Championship. Elle oppose les meilleures clubs de rugby à XV australiens.

## Participants
| Brisbane Queensland Country Melbourne NSW Country Sydney Canberra Western Force |

| Fijian Drua |

### Présentation des participants
| Club               | État                                   | Classement en 2018 | Stade                                                                       |
| ------------------ | -------------------------------------- | ------------------ | --------------------------------------------------------------------------- |
| Brisbane City      | Queensland                             | 5e                 |                                                                             |
| Canberra Vikings   | Territoire de la capitale australienne | 4e                 |                                                                             |
| Fijian Drua        | Fidji                                  | 1er                |                                                                             |
| Melbourne Rising   | Victoria                               | 6e                 |                                                                             |
| NSW Country Eagles | Nouvelle-Galles du Sud                 | 7e                 | Caltex Park, Dubbo Regional Stadium, Port Macquarie WIN Stadium, Wollongong |
| Queensland Country | Queensland                             | 2e                 |                                                                             |
| Sydney Rays        | Nouvelle-Galles du Sud                 | 8e                 |                                                                             |
| Western Force      | Australie-Occidentale                  | 3e                 |                                                                             |

## Résumé des résultats

### Classement de la phase régulière
| Rang | Club               | J | V | N | D | Bo | Bd | Pm  | Pe  | Diff | Pts |
| ---- | ------------------ | - | - | - | - | -- | -- | --- | --- | ---- | --- |
| 1    | Western Force      | 7 | 6 | 0 | 1 | 4  | 0  | 285 | 213 | +72  | 28  |
| 2    | Canberra Vikings   | 7 | 5 | 0 | 2 | 2  | 0  | 238 | 211 | +27  | 22  |
| 3    | Fijian Drua        | 7 | 3 | 2 | 2 | 1  | 0  | 231 | 214 | +17  | 17  |
| 4    | Brisbane City      | 7 | 3 | 1 | 3 | 1  | 2  | 214 | 199 | +15  | 17  |
| 5    | NSW Country Eagles | 7 | 3 | 1 | 3 | 0  | 2  | 181 | 172 | +9   | 16  |
| 6    | Queensland Country | 7 | 3 | 0 | 4 | 1  | 2  | 205 | 235 | -30  | 15  |
| 7    | Melbourne Rising   | 7 | 2 | 0 | 5 | 1  | 2  | 206 | 211 | -5   | 11  |
| 8    | Sydney Rays        | 7 | 1 | 0 | 6 | 1  | 1  | 220 | 325 | -105 | 6   |

|  | Qualification pour les demi-finales |

Attribution des points : victoire sur tapis vert : 5, victoire : 4, match nul : 2, défaite : 0, forfait : -2 ; plus les bonus (offensif : 3 essais de plus que l'adversaire ; défensif : défaite par 5 points d'écart ou moins).

### Tableau final
|  | Demi-finales              | Demi-finales           |               |    | Finale                 | Finale                 |
|  | Demi-finales              | Demi-finales           |               |    | Finale                 | Finale                 |
|  |                           |                        |               |    |                        |                        |
|  | 19 octobre 2019, Perth    | 19 octobre 2019, Perth |               |    | 26 octobre 2019, Perth | 26 octobre 2019, Perth |
|  | 19 octobre 2019, Perth    | 19 octobre 2019, Perth |               |    | 26 octobre 2019, Perth | 26 octobre 2019, Perth |
|  | Western Force             | 42                     |               |    | 26 octobre 2019, Perth | 26 octobre 2019, Perth |
|  | Western Force             | 42                     |               |    | 26 octobre 2019, Perth | 26 octobre 2019, Perth |
|  | Brisbane City             | 38                     |               |    | 26 octobre 2019, Perth | 26 octobre 2019, Perth |
|  | Brisbane City             | 38                     | Western Force | 41 |                        |                        |
|  | 20 octobre 2019, Canberra |                        | Western Force | 41 |                        |                        |
|  |                           | Canberra Vikings       | 3             |    |                        |                        |
|  | Canberra Vikings          | Canberra Vikings       | 3             | 28 |                        |                        |
|  | Canberra Vikings          |                        |               | 28 |                        |                        |
|  | Fijian Drua               | 27                     |               |    |                        |                        |
|  | Fijian Drua               | 27                     |               |    |                        |                        |

## NRC Division 2
Le championnat NRC de 2e division est organisé par le Rugby Union South Australia du 26 au 29 septembre à Adélaïde. Le tournoi regroupe des équipes amateures. Le tournoi était une sorte de résurrection du Australian Rugby Shield suspendue en 2008. Les huit équipes inscrites au tournoi étaient:
- South Australia Black Falcons
- South Australia U23
- Northern Territory Mosquitoes
- NSW Country Cockatoos
- Perth Gold
- Queensland Country Heelers
- Tasmania Jack Jumpers
- Victoria Country Barbarians

### Match pour la3eplace
| 29 septembre 2019 | Queensland Country Heelers | 31 - 5 | South Australia Black Falcons | Adélaïde |
| 29 septembre 2019 |                            |        |                               | Adélaïde |
| 29 septembre 2019 |                            |        |                               | Adélaïde |

### Finale
| 29 septembre 2019 | Perth Gold | 15 - 5 | NSW Country Cockatoos | Adélaïde |
| 29 septembre 2019 |            |        |                       | Adélaïde |
| 29 septembre 2019 |            |        |                       | Adélaïde |